# Монарх-довгохвіст амурський

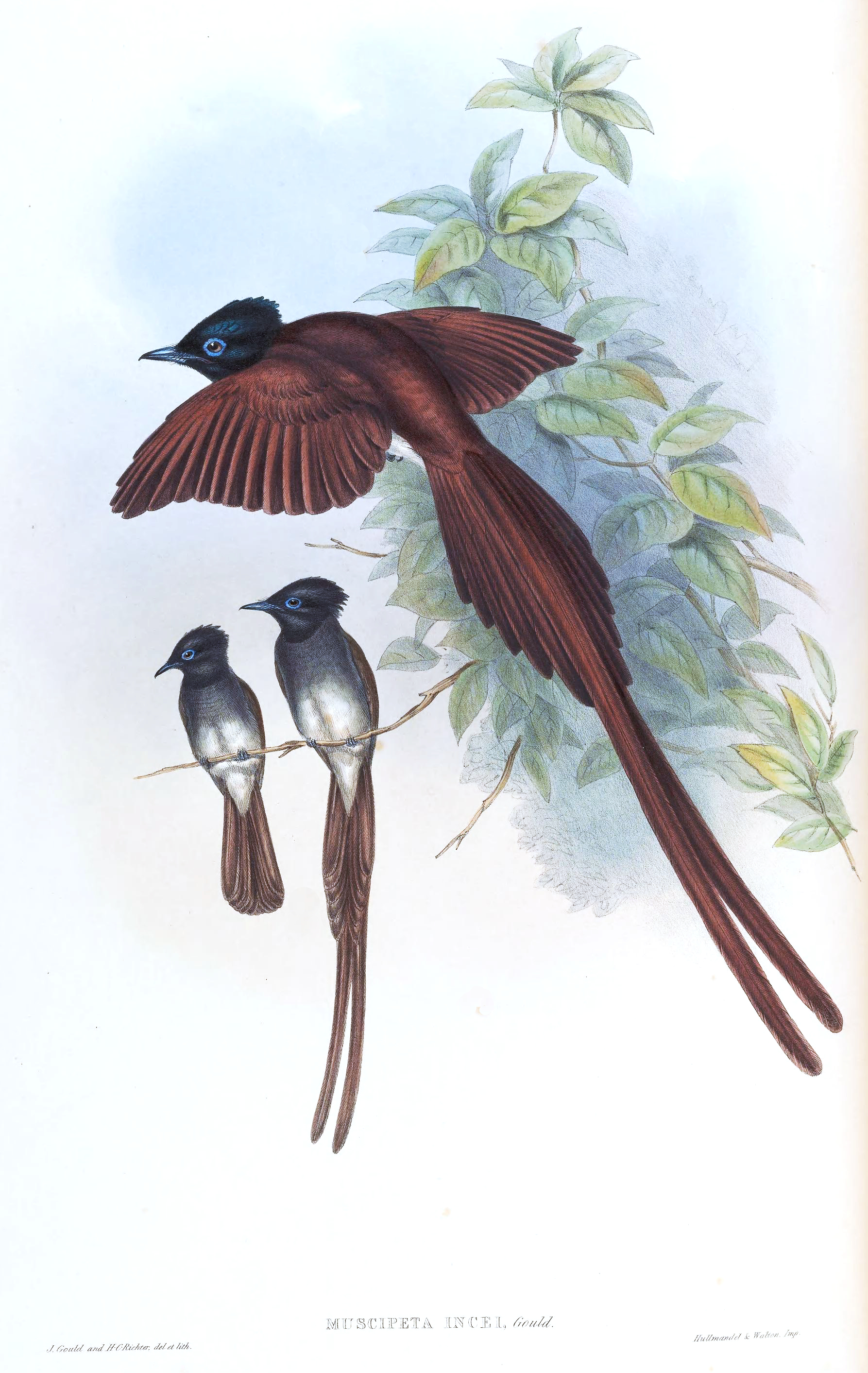
Амурські монархи-довгохвости

Монарх-довгохвіст амурський (Terpsiphone incei) — вид горобцеподібних птахів родини монархових (Monarchidae). Мешкає в Східній Азії. Раніше вважався конспецифічним з азійським монархом-довгохвостом.

## Поширення і екологія
Амурські монархи-довгохвости гніздяться в Центральному і Східному Китаї, Маньчжурії, Північній Кореї та на півдні Приморського краю на Далекому Сході Росії. Взимку вони мігрують на південь, до Південного Китаю, Індокитаю, на Малайський півострів та на Суматру. Амурські монархи-довгохвости живуть в широколистяних і мішаних помірних лісах та в субтропічних вічнозелених лісах. Живляться дрібними комахами, яких ловлять в польоті. Сезон розмноження триває з травня по червень. Гніздо чашоподібне, глибоке, робиться з трави, рослинних волокон, корінців і листя. В кладці 3-4 яйця.